# Nationaal park Bạch Mã
Nationaal park Bạch Mã is een nationaal park in de Vietnamese Huế. Het park ligt 40 zuidoosten van Hué. Het nationaal park is ongeveer 220 km² groot en er zijn drie zones, de binnenste zone is een strikt beschermd gebied, de buitenste zone is een bufferzone en wat  daartussen ligt behoort administratief tot het park, maar onder een minder beperkend regiem.

## Geschiedenis
In 1932, onder Frans koloniaal bewind, werd het berggebied rond de top Bạch Mã door de Franse ingenieur Girard uitgekozen als hill station, een plaats in de bergen waar het klimaat dankzij de hoogte milder is. In de daarop volgende jaren ontstond er een resort met 139 vakantievilla's, hotels, postkantoor en hospitaal. Er verbleven toen vooral hoge koloniale ambtenaren. 
Toen begin jaren 1950 de Eerste Indochinese Oorlog uitbrak, werd het resort totaal verwoest door de Vietminh. Na de onafhankelijkheid werd het resort verlaten en bleven er alleen ruïnes over. Het gebied in het park dat op meer dan 1250 m boven zeeniveau is echter nog steeds een geliefde vakantiebestemming voor de Vietnamezen vanwege het prettige zomerklimaat. 
Al in 1937 werd het beschermde gebied op de berghellingen uitgebreid met bosreservaten en in 1962 verklaarde de regering van Zuid-Vietnam de omgeving tot beschermd gebied. In 1986 werd het een nationaal park. De regenwouden van het park hadden tijdens de Vietnamoorlog zwaar te lijden door het gebruik van het ontbladeringsmiddel Agent Orange.

## Flora en fauna
Het park ligt in een van de meest regenachtige streken van Vietnam. Het berggebied is ruig, met steile hellingen en het gesteente bestaat voornamelijk uit graniet. Het park ligt op de grens van Noord- en Zuid-Vietnam en omvat verschillend vegetatiegordels, van kustgebied tot een middelgebergte met tropisch montaan regenwoud en daardoor heeft het een hoge biodiversiteit. Er is zowel vochtig altijd groenblijvend bos als wel gebieden met struikgewas en grasland waar de invloed van de mens altijd groot geweest is.
Over de zoogdieren die er leven is niet alles bekend. Vroeger was het een belangrijk leefgebied voor de Aziatische olifant, de witwanggibbon, de roodscheendoek (Pygathrix nemaeus). Verder is het een laatste verblijfplaats voor endemische, bijna uitgestorven soorten hoenders zoals de gekuifde argusfazant (Rheinardia ocellata), groenpootbospatrijs (Arborophila chloropus) en Edwards fazant (Lophura edwardsi).